# NGC 5450
NGC 5450 é uma região H II, parte da galáxia do Cata-vento, na direção da constelação de Ursa Major. O objeto foi descoberto pelo astrônomo William Parsons em 1851, usando um telescópio refletor com abertura de 72 polegadas.